# Azzedine Mihoubi
Azzedine Mihoubi (en arabe : عز الدين ميهوبي), né le 1er janvier 1959 à Aïn Khadra, est un journaliste, poète, romancier et homme politique algérien.
Député de 1997 à 2002, ministre de la Culture de 2015 à 2019, il est secrétaire général par intérim du Rassemblement national démocratique (RND) de 2019 à 2020. Il est candidat à l'élection présidentielle de 2019.

## Biographie

### Origines et études
Azzedine Mihoubi naît le 1er janvier 1959 à Khadra, en Algérie française.
En 1979, il interrompt une licence en littérature et arts plastiques. En 1984, il sort diplômé de l'École nationale d'administration d'Alger dans la section administration générale.

### Carrière professionnelle
Mihoubi commence sa carrière en tant que journaliste en 1986. En 1996, il devient le chef de l'information pour la télévision algérienne. Un poste qu'il occupera deux ans. En 2006, Il devient directeur général de la radio algérienne de 2006 à 2008 et , en 2010, il est nommé directeur de la Bibliothèque nationale d'Algérie, fonction qu'il occupe de 2010 à 2013. Il occupe le poste de président de l’union des écrivains algériens de 1998 jusqu’à 2005. De 2003 à 2006, il est également le président de l’Union générale des hommes de lettres arabes.

### Parcours politique

#### Député
Azzedine Mihoubi est membre de l'Assemblée populaire nationale de 1997 à 2002.

#### Ministre
Il est nommé en 2008 secrétaire d'État chargé de la Communication, une fonction qu'il occupe deux ans.
En 2015, le Premier ministre Abdelmalek Sellal lui confie le portefeuille du ministère algérien de la Culture. En mai 2017, lors d'un remaniement ministériel faisant suite aux élections législatives, il se voit reconduit dans le gouvernement Abdelmadjid Tebboune. Il l’est à nouveau dans le dixième gouvernement Ouyahia. Il quitte ses fonctions le 1er avril 2019, avec la démission d’Ouyahia, dans le contexte du Hirak.

#### Désignation à la tête du RND
Lors de la session extraordinaire du conseil national du Rassemblement national (RND) du 20 juillet 2019, il est nommé secrétaire général par intérim du parti,.

#### Élection présidentielle de 2019
Il est candidat à l'élection présidentielle algérienne de 2019,. À l’approche du scrutin, alors qu’Abdelmadjid Tebboune avait été donné comme probable vainqueur en début de campagne, Azzedine Mihoubi est donné favori, après avoir reçu le soutien de proches du régime. Ainsi le général Wassini Bouazza, responsable de la Direction générale de la Sécurité intérieure (DGSI), au sein de la Coordination des services de sécurité, est le principal organisateur de la campagne électorale d’Azzedine Mihoubi.
Il n'obtient finalement que 7,3 % des suffrages, arrivant en quatrième position. Il reconnaît sa défaite et félicite le vainqueur, Abdelmadjid Tebboune.
Le 11 janvier 2020, il propose de changer le nom du parti.

## Œuvres
Azzedine Mihoubi est l'auteur de recueils de poésie et de romans, pour lesquels il a reçu plusieurs prix littéraires. En 2000, à l’occasion du millénaire une gravure de son poème Watany est faite sur une plaque en marbre sur la ligne méridienne de Greenwich, à Londres aux côtés de 20 poètes du monde entier[réf. nécessaire].
Azzedine Mihoubi est également scénariste. 

### Œuvres écrites

#### Poésie
- 1985 : Au début c’était les Aurès, (recueil de poésie)
- 1997 : Les Quatrains (recueil de poésie)
- 1997 : Le Palmier et la Rame (recueil de poésie)
- 1997 : Affiches (recueil de poésie)
- 1997 : La Malédiction et le Pardon (recueil de poésie)
- 2002 : Mondialisation de l’amour, mondialisation du feu, (poésie)
- 2003 : Sacrifices pour un nouvel Aurore, (poésie)
- 2006 : Tassilia (poésie)
- 2007 : Exiles de l’âme (poésie)
- 2008 : Asfar al malaika (poésie)

#### Romans et textes
- 1997 : Éternelles (textes)
- 1998 : A candle for my country (traduit en anglais)
- 2000 : Caligula ne dessine pas Guernica Errais, (traduit en anglais et en français)
- 2003 : Le Cercueil (roman)
- 2007 : Confessions de Tam City 2039 (roman)
- 2009 : Confessions d’Assekrem (roman)
- 2013 : Irhabis (roman)

#### Opérettes
- 1997 : Le Soleil et le Bourreau (texte d’opérette)
- 1997 : Sitifis (opérette)
- 1997 : Hizya (opérette)

#### Autres
- 2006 : … Et pourtant elle tourne (chroniques sportives)
- 2007 : Être libre (chroniques)
- 2010 : Kitab jabulani (chroniques sportives)
- 2013 : Ariftouhoum (temoignages)
- 2013 : Messi et les autres (chroniques sportives)
- 2013 : Cheikh Mohamed Derradji (itinéraire d’un érudit moudjahid)

### Productions théâtrales, télés et cinémas

#### Pièces de théâtre
- 08 mai 1945, produite par la maison de la culture de Sétif 1996
- Zabana, à la mémoire d’Ahmed Zahana, produite par le théâtre régional d’Oran, 1997
- Al dalia, produite par le théâtre régional de Batna, 1992
- Massinissa, produite par le théâtre régional de Constantine, 1990
- Al Fouara, produite par la troupe « Al Qalaa » de Sétif, 1999
- Hamma al fayeq, produite par le théâtre régional d’Oran, 2003
- Aissa Tsunami, produite par le théâtre régional de Constantine, 2006
- Hamma le cordonnier, produite par le théâtre de la ville, Oran 2007

#### Opérettes
- Chansons de la patrie, production TV Algérienne, 1984
- Le Martyre a dit, production ONCI, 1993
- Épopée de l’Algérie, production collective ONCI, 1994
- Hizya, production, ONCI 1995
- Épopée Sitifis, production maison de la culture Sétif, 1995
- Le Soleil et le Bourreau, à la mémoire de Larbi Ben M’hidi, théâtre de Annaba 1996
- La Malédiction et le Pardon, produite par la troupe « Al Maraya » d’El Oued, 1999
- Africa show, produite par l’établissement arts et culture, 1999
- Safsaf Al Henna, produite par l’établissement arts et culture, 2003

#### Films
- La Vierge de la montagne, scénario du feuilleton historique, 2004
- Zabana, film cinématographique, 2011

## Prix et récompenses
- 1982 : lauréat du premier prix national de la poésie « Qassidat Al Watan ».
- 1987 : lauréat du premier prix national de l’opérette « le martyre a dit » .
- 1999 : ordre de la ville Bischeglie, Italie au festival méditerranéen.
- 2000 : ordre de mérite « Barque de la poésie » de la ville de Saïda en Tunisie.
- 2004 : cité parmi les 500 personnalités mondiales par l’encyclopédie américaine « Who’s Who? ».
- 2005 : hommage de la Ville Sidi Bouzid en Tunisie.